# 卡爾波韋
46°45′38″N 30°21′37″E / 46.76056°N 30.36028°E
卡爾波韋（烏克蘭語：Карпове）是位於烏克蘭西南部的村莊，由敖德萨州羅茲季利納區的羅茲季利納市鎮負責管轄。該村始建於1944年，面積0.21平方公里，2001年人口8，人口密度每平方公里37.91人。